# Szymanowice Górne
Szymanowice Górne – wieś w Polsce położona w województwie świętokrzyskim, w powiecie sandomierskim, w gminie Klimontów.
| SIMC    | Nazwa                | Rodzaj  |
| ------- | -------------------- | ------- |
| 0796329 | Kolonia Klimontowska | kolonia |

W latach 1975–1998 miejscowość administracyjnie należała do województwa tarnobrzeskiego.
Miejscowość znajduje się na odnowionej trasie Małopolskiej Drogi św. Jakuba z Sandomierza do Tyńca, która to jest odzwierciedleniem dawnej średniowiecznej drogi do Santiago de Compostela.